# 1257 Mora
1257 Mora је астероид главног астероидног појаса чија средња удаљеност од Сунца износи 2,488 астрономских јединица (АЈ).
Апсолутна магнитуда астероида је 11,5 а геометријски албедо 0,050.